# Baiyin, Baiyin
Baiyin är ett stadsdistrikt och säte för stadsfullmäktige i staden med samma namn i provinsen Gansu i nordvästra Kina. Det ligger omkring 68 kilometer nordost om provinshuvudstaden Lanzhou. 
Baiyin är indelat i fem stadsdelsdistrikt, tre köpingar och två socknar.
Stadsdelsdistrikt (jiedao):

- Fangzhilu (纺织路街道)
- Gongnonglu (工农路街道)
- Gongyuanlu (公园路街道)
- Renminlu (人民路街道)
- Silonglu (四龙路街道)

Köpingar (zhen):

- Shuichuan (水川镇)
- Silong (四龙镇)
- Wangxian (王岘镇)

Socknar (xiang):

- Qiangwan (强湾乡)
- Wuchuan (武川乡)